# Peter Lamborn Wilson
Peter Lamborn Wilson, conhecido pelo pseudônimo de Hakim Bey (1945—22 de maio 2022) foi um historiador, escritor e poeta, pesquisador do Sufismo bem como da organização social dos Piratas do século XVII, teórico anarquista cujos escritos causaram grande impacto no movimento anarquista das últimas décadas do século XX e início do século XXI.
Seu livro T.A.Z.: Zona Autônoma Temporária escrito em 1985 foi traduzido para vários idiomas sendo lido no mundo todo. Nele, a partir de estudos históricos sobre as utopias piratas, descreve a criação e propagação de espaços autônomos temporários como tática de resistência e esvaziamento do poder.

## Biografia

### Origem
Peter Lamborn Wilson nasceu em Maryland nas proximidades de Baltimore no ano de 1945.

### Formação acadêmica
Após estudar na Universidade de Columbia Wilson fez uma longa viagem ao oriente médio, vivendo durante algum tempo no Afeganistão, no Paquistão, na Índia e no Nepal. Na época ele pesquisava sobre o Tantra no Nepal Ocidental e visitou muitos grandes nomes e templos do sufismo. Em 1971 tornou-se pesquisador do Ordem Sufi Ni'mattullahi do Irã com financiamento da Fundação Marsden de Nova Iorque. Esta pesquisa resultou na publicação de seu primeiro livro Kings of love: The history and poetry of Ni'mattullahi Sufi Order of Iran com N. Pourjavady.
Durante os anos de 1974 e 1975 ele foi consultor em Londres e Tehran do festival Mundo do Islão. Ainda em 1974 tornou-se diretor das publicações de língua inglesa da Academia de Filosofia do Império Iraniano em Tehran. Neste cargo publicou obras de Nasr, Toshihiko Izutsu, Henry Corbin e outros com quem chegou a trabalhar. Foi editor do jornal Sophia Perennis. Nesse período publicou ainda dois livros de poemas próprios - The Winter Caligraphy of Ustad Selim em 1975 e DIVAN em 1978.

### Contato com o anarquismo
Com o êxito da Revolução Islâmica Peter Lamborn Wilson se viu obrigado a sair do Irã retornando para os Estados Unidos. No início da década de 1980, tem contato com os escritos de René Guénon, e passa a estudar sistematicamente a filosofia anarquista, desde os escritos de Charles Fourier até os autores relacionados ao situacionismo. A partir destes estudos cria as bases para um sufismo heterodoxo e neopaganismo anarquista, que em parte estarão presentes em seus escritos. Passa a trabalhar em conjunto com o projeto sem fins lucrativos Autonomedia, no Brooklyn, na Cidade de Nova Iorque.
Neste período passa a definir a si mesmo e as suas ideias como imadiatista (sem mediação) e anarquista ontológico. Interessa-se também por diversos autores relacionados ao comunalismo experimental pesquisando a fundo desde os escritos de Charles Fourier à implementação de comunidades anarquistas na atualidade, ainda na década de 1980 chega a viver alguns anos na comunidade anarquista Modern Times.
Ao mesmo tempo debruça-se sobre a questão do surgimento do estado com base no debate existente nos campos de saberes da Antropologia e Arqueologia, especialmente nas reflexões de antropólogos como Pierre Clastres e Marshall Sahlins.

### Escritos
A somar-se com os escritos das zonas autônomas, Wilson escreveu também ensaios sobre uma grande diversidade de temas que vão das mafias chinesas descentralizadas conhecidas como Tongs, ao comunalismo experimental de Charles Fourier, as conexões entre o Sufismo e a antiga cultura Celta, tecnologia, ludismo e o uso ritualizado de substâncias alteradoras da consciência na Europa e América.
Os textos poéticos de Bey apareceram em: P.A.N.; Panthology Um, Dois e Três; Ganymede; na revista Exquisite Corpse; e em vários panfletos conhecidos como Acolyte Reader. Muito destes poemas incluindo a série 'Sandburg', estão sendo coletados para serem futuramente publicados em um livro a ser lançado. Seus trabalhos podem ser encontrados regularmente em publicações como a Fifth Estate e na revista nova-iorquina First of the Month.
No Brasil os escritos de Hakim Bey e Peter Lamborn Wilson têm sido publicados pela Editora Conrad e mais recentemente pela Editora Deriva. Muitos de seus artigos estão sendo traduzidos coletivamente pelos membros da iniciativa Protopia.

### Morte
Wilson morreu em 22 de maio de 2022 em Saugerties, Nova York.

## Influência

### Raves
Especialmente devido ao seu livro Zona Autônoma Temporária, Bey tem sido adotado pela Cultura Rave nos Estados Unidos e na Europa. Os ravers têm identificado a experiência e promoção de raves como parte da tradição da "Zona Autônoma Temporária" delineada por Bey, particularmente a "free party" e a cena Teknival. Apesar de reconhecer alguns frequentadores de raves como seus leitores, Bey coloca em dúvida o entendimento destes com relação aos seus escritos, ao afirmar que fazem uma leitura seletiva de sua obra.

Os frequentadores de raves estão entre meus maiores leitores… Gostaria que eles pudessem repensar toda sua relação com a tecnologia - eles deixaram de lado parte do que escrevi.

## Obras
- The Winter Calligraphy of Ustad Selim, & Other Poems (1975) ISBN 0-903880-05-9
- Ciência e Tecnologia no Islão (1976) (com Leonard Harrow)
- Traditional Modes of Contemplation & Action (1977) (editor, com Yusuf Ibish)
- Nasir-I Khusraw: 40 Poems from the Divan (1977)
- Kings of Love: The Poetry and History of the Nimatullahi Sufi Order of Iran (1978)
- Angels (1980, 1994) ISBN 0-500-11017-4
- Weaver of Tales: Persian Picture Rugs (1980) (com Karl Schlamminger)
- Crowstone: The Chronicles of Qamar (1983) (como Hakim Bey)
- CAOS: Terrorismo Poético e outros Crimes Exemplares (1985, 2004) (como Hakim Bey)
- Semiotext(e) USA (1987) (co-editor, com Jim Fleming)
- Escândalo: Essays in Islamic Heresy (1988)
- The Drunken Universe: An Anthology of Persian Sufi Poetry (1988)
- Semiotext(e) SF (1989) (co-editor, com Rudy Rucker e Robert Anton Wilson)
- TAZ: Zona Autônoma Temporária, Anarquismo Ontológico e Terrorismo Poético (1991) (como Hakim Bey)
- Imediatismo (1992, 1994) (como Hakim Bey)
- Aimless Wandering: Chuang Tzu's Chaos Linguistics (1993) (como Hakim Bey)
- Sacred Drift: Essays on the Margins of Islam (1993)
- The Little Book of Angel Wisdom (1993, 1997)
- O Tribe That Loves Boys: The Poetry of Abu Nuwas (1993) (como Hakim Bey)
- Utopias Piratas (1995, 2003)
- Millennium (1996) (como Hakim Bey)
- "Shower of Stars" Dream & Book: The Initiatic Dream in Sufism and Taoism (1996)
- Escape from the Nineteenth Century (1998)
- Wild Children (1998) (co-editor, com Dave Mandl)
- Avant Gardening: Ecological Struggle in the City & the World (1999)
- Ploughing the Clouds: The Search for Irish Soma (1999)
- Rain Queer (2005)
- Orgies Of The Hemp Eaters (2004) (como Hakim Bey)
- Gothick Institutions (2005)